# Малюгин, Борис Эдуардович
Борис Эдуардович Малюгин (род. 28 октября 1965 года, Москва) — российский учёный, хирург-офтальмолог, доктор медицинских наук, профессор. Заместитель генерального директора по научной работе МНТК «Микрохирургия глаза» (2001—2024). Председатель Общества офтальмологов России с 2015 года. Заслуженный деятель науки Российской Федерации (2018). Профессор кафедры глазных болезней МГМСУ им. Евдокимова. Член-корреспондент РАН с 2022 года.

## Биография
В 1988 году окончил с отличием лечебный факультет Московского медицинского стоматологического института им. Н. А. Семашко, затем поступил в клиническую ординатуру МНТК «Микрохирургия глаза», руководимого академиком С. Н. Фёдоровым, а после её окончания в 1990 году там же проходил обучение в очной аспирантуре (1990—1993).
С 1993 года работает в МНТК «Микрохирургия глаза». В 1993—1994 годах был врачом-офтальмохирургом отдела хирургии роговицы, в 1994—1998 годах — научным сотрудником отдела экспериментальной хирурги под руководством С. Н. Фёдорова.
В 1995 году защитил диссертацию на соискание учёной степени кандидата медицинских наук по теме «Хирургическая коррекция астигматизма после сквозной кератопластики»; научный руководитель — профессор З. И. Мороз.
В 1998 году стал заведующим отделом экспериментальной хирургии. С 2001 года является заместителем генерального директора по научной работе.
В 2002 году защитил диссертацию на соискание учёной степени доктора медицинских наук по теме «Медико-хирургическая система реабилитации пациентов с катарактой на основе ультразвуковой факоэмульсификации с имплантацией интраокулярной линзы»; научный руководитель — С. Н. Фёдоров.
В 2009 году был избран в Международный клуб имплантологов. В 2010 году Б. Э. Малюгину было присвоено учёное звание профессора по специальности «Глазные болезни». В 2012 году стал членом Международной офтальмологической академии (Academia Ophthalmologica Internationalis). В 2015 году избран председателем Общества офтальмологов России. В 2019 году избран в состав Совета Национальной медицинской палаты.
С 31 мая 2022 года — член-корреспондент Российской академии наук.
С сентября 2024 года работает профессором в Глазном институте им. Джулса Стейна — офтальмологическом подразделении Медицинской школы им. Дэвида Геффена при Калифорнийском университете в Лос-Анджелесе.
Член Европейского (European Society of Cataract and Refractive Surgeons) и Американского обществ катарактальных и рефракционных хирургов, Американской академии офтальмологии. Почётный член Сербского общества катарактальных и рефракционных хирургов и Колумбийской ассоциации роговицы и рефрактивной хирургии (ASOCORNEA).

## Научная деятельность
Внёс существенный вклад в развитие катарактальной и имплантационной хирургии, разработав ряд оригинальных технологий, получивших распространение во всем мире. Среди них — устройство для расширения зрачка (ирис-ретрактор), используемое при экстракции катаракты, получившее преимущественно в англоязычной литературе название «кольцо Малюгина» Среди других разработок — модели искусственных хрусталиков глаза, линзы с мультифокальной оптикой, основанной на градиентном принципе изменения показателя преломления, оригинальное капсульное кольцо для фиксации к склере, микроэндоскопические методики шовной фиксации интраокулярных линз и ряд других.
Б. Э. Малюгиным разработаны и внедрены в клиническую практику тканесберегающие технологии селективной трансплантации отдельных слоев роговицы — передняя глубокая послойная кератопластика, эндотелиальная кератопластика, трансплантация эндотелия с Десцеметовой мембраной с том числе с использованием лазерных методик, различные варианты фемтолазерной кератопластики, оригинальные методы интрастромальной полимерной кератопластики и УФ-кросслинкинга роговицы при кератоконусе и ряд других.
Созданы новые хирургические технологии, включая методы экстракции катаракты и интраокулярной коррекции афакии в осложненных случаях, при дислокациях естественных и искусственных хрусталиков в условиях сопутствующей патологии глазного яблока; изучены вопросы повышения эффективности фармакологической защиты тканей глаза в ходе оперативных вмешательств, профилактики и коррекции послеоперационных воспалительных осложнений.
Разработан ряд прикладных и фундаментальных аспектов офтальмологии, включая изучение проблем совместимости биополимеров с тканями глаза, изучение ключевых аспектов патогенеза, диагностики и лечения ряда генетически детерминированных заболеваний роговицы (кератоконус, первичная эндотелиальная дистрофия роговицы Фукса).
Создал фильмы, описывающие варианты новых хирургических техник: «Российский подход к хирургии катаракты при недостаточном мидриазе и синдроме Floppy-Iris»; «Микроэндоскопическая техника фиксации ИОЛ»; «Микроинцизионная хирургия сублюксированных хрусталиков»; «Новая техника хирургии катаракты при узком зрачке», «Синдром интраоперационной девиации ирригации: Новый фактор риска разрыва задней капсулы при факоэмульсификации».
Неоднократно выступал с докладами и лекциями на ведущих офтальмологических форумах в России и за рубежом. Участвовал в показательных операциях, проводимых в рамках российских и международных конгрессов. В качестве приглашенного профессора читал курсы лекций в университете штата Юта — Глазном центре им. Дж. Морана (2011), Стэнфордском университете (2012), Оксфордском глазном госпитале (2014).
С 2016 года является приглашенным профессором университета имени Бен Гуриона (Беер Шеба, Израиль).
На протяжении 20 лет является основным организатором ежегодной конференции с международным участием «Современные технологии катарактальной и рефракционной хирургии».
Является главным редактором российских журналов «Офтальмохирургия» и «Современные технологии в офтальмологии», заместителем главного редактора журнала «Новое в офтальмологии», входит в редакционные коллегии ряда российских и международных журналов.
Несколько лет ведёт Европейскую программу обучения молодых офтальмологов (Young Ophthalmologists Programme) общества ESCRS. Является организатором и руководителем курсов по хирургическому лечению больных с сочетанием катаракты и глаукомы и дислокациями хрусталиков, ежегодно проводимых в рамках конгрессов Европейского и Американского обществ катарактальных и рефракционных хирургов и Американской академии офтальмологии.
Под его научным руководством защищено около 40 кандидатских и 4 докторских диссертационных работы.
Является заместителем председателя диссертационного совета (Д.208.014.01) по присуждению ученых степеней доктора и кандидата медицинских наук при МНТК «Микрохирургия глаза». С 2015 года входит в состав Экспертного совета ВАК по хирургическим наукам при Минобрнауки РФ.

### Публикации
Автор более 600 научных работ, из которых 53 опубликована в зарубежной литературе. Является соавтором двух российских и трёх иностранных монографий, написал 30 глав и разделов в зарубежных монографиях и учебниках, входит в международный авторский коллектив одного печатного и двух видеоатласов по офтальмохирургии.
- Тахчиди Х. П., Малюгин Б. Э., Середняков В. А., Чемоданова П. С. Анестезия в офтальмологии. Руководство. — М., 2007. — 552 с.
- Малюгин Б. Э., Шпак А. А., Морозова Т. А. Фармакологическое сопровождение современной хирургии катаракты. — М.: «Офтальмология», 2011. — 27 с. — ISBN 978-5-903624-16-4.
- Малюгин Б. Э. Интраокулярные линзы и расходные материалы для офтальмохирургии. — Изд. 3-е. — М.: «Офтальмология», 2011. — 153 с. — ISBN 978-5-903624-17-1.
- Малюгин Б. Э., Шпак А. А., Морозова Т. А. Хирургия катаракты: клинико-фармакологические подходы. — М.: «Офтальмология», 2015. — 82 с. — ISBN 978-5-903624-32-4.
- Фако-чоп и другие современные техники хирургии катаракты. Варианты стратегий хирургии осложненных катаракт. Под ред. Д. Чанга; пер. с англ.; под науч. ред. Б. Э. Малюгина. — М.: «Офтальмология», 2019. — 412 с.
- Борзенок С. А., Малюгин Б. Э., Комах Ю. А. и др. Донорство роговиц — ключевая проблема кератопластики. — М.: «Офтальмология», 2020. — 52 с.
- Анисимова Н. С., Шилова Н. Ф., Поздеева Н. А., Малюгин Б. Э. и др. Задняя послойная кератопластика. Учебно-методическое пособие. — М., 2020.
- Малюгин Б. Э., Анисимова Н. С., Анисимов С. Ю. Хирургия катаракты с фемтосекундным лазером. — М.: «Апрель», 2021. — 195 с.

## Награды
- В 2004 году был награждён золотой медалью «Distinguished Service Gold Medal in Ophthalmology» Международной академии достижений в офтальмологии (International Academy for Advances in Ophthalmology).
- Дважды (в 2015 и 2016 годах) награжден золотой медалью имени Чарльза Кельмана.
- В 2017 году стал единственным офтальмологом в мире, дважды награждённым медалями имени К. Бинкхорста.
- В 2017 году награждён медалью Критцингера, которая вручается учёному, чьи клинические, образовательные и научные достижения привели к существенному прогрессу в интраокулярной и рефракционной хирургии.
- В 2018 году Б. Э. Малюгину было присвоено звание «Заслуженный деятель науки Российской Федерации».[13]
- В 2019 году признан журналом The Ophthalmologist лучшим мировым хирургом-новатором года; в 2020 году — вошел в рейтинг топ-10 офтальмологов, составленный тем же журналом.